# Векштейн Леонід Семенович
Леонід Семенович Векште́йн (29 серпня 1898, Полтава — 23 травня 1970, Ленінград) — український радянський графік, художник театру і педагог; член Асоціації художників Червоної України у 1927—1930 роках та Всеукраїнської асоціації пролетарських художників у 1930—1932 роках.

## Біографія
Народився 17 [29] серпня 1898 року у місті Полтаві (нині Україна). Протягом 1918—1919 років навчався в Одесському вищому художньому училищі; у 1922—1924 роках — Київському інституті пластичних мистецтв в майстерні Федора Кричевського.
Оформляв вистави у театрах Полтави і Кременчука. Упродовж 1924—1941 років викладав малювання у Полтавському палаці піонерів; у 1930—1933 роках завідував Полтавською картинною галереєю. Після німецько-радянської війни ілюстрував книжкові видання, присвячені медицині, які видавалися в Ленінграді. Помер у Ленінграді 23 травня 1970 року.

## Творчість
Серед робіт:
- портрет Івана М'ясоєдова (1919);
- декоративні панно — «На варті свободи» (папір, олівець), «Колесо історії не повернути назад» (обидва — 1919);
- серія малюнків — «Гончар», «Вітер», «Мандрівні музиканти», «Вулиця вечірня» (усі — 1929);
- шість діорам на антирелігійну тему у Полтаві (1934).

Роботи зберігаються у Національному художньому музеї України в Києві, Полтавському художньому музеї, Сант-Петербурзькому музеї медицини. 
Залишив спогади про Федора Кричевського «Таким я його знав» // «Ф. Кричевський. Спогади. Статті. Документи», Київ, 1972.

## Літеература
- В. М. Ханко. Векштейн Леонід Семенович // Енциклопедія сучасної України / ред. кол.: І. М. Дзюба [та ін.] ; НАН України, НТШ. — К. : Інститут енциклопедичних досліджень НАН України, 2005. — Т. 4 : В — Вог. — 700 с. — ISBN 966-02-3354-X.